# 日下部美紀
日下部 美紀（くさかべ みき）は、日本の女性声優。以前は、エーエス企画に所属していた。

## 出演作品

### ゲーム
2006年
- ピンクスゥイーツ 〜鋳薔薇それから〜（スーパー＝ノヴァ[2][3]）※アーケード

2011年
- ピンクスゥイーツ 〜鋳薔薇それから〜（スーパー＝ノヴァ）※Xbox 360

### 吹き替え
- 5DAYS TO MIDNIGHT（アナベル）[4]
- KND キッズネクストドア[5]